# Орцокко Торхіторіо I
Орцокко Торхіторіо I (італ. Orzocco Torchitorio Iд/н — 1089) — юдик (володар) Кальярського юдикату в 1058—1089 роках.

## Життєпис
Походив з династії Лакон-Гунале. Син або небіж Маріано I. Можливо, при народженні звався Орцокко. Посів трон 1058 року, змінивши ім'я на Торхіторіо.
Продовжив союзні відносини з Пізанською республікою, оскільки загроза потужних нападів андалузьких і магрибських піратів ще не зникла. Водночас підтримував дружні стосунки з Папським престолом, визнавши 1060 року сюзеренітет папи римського Олександри II. Це було зумовлено бажанням зміцнити свій статус і позбавитися від зазіхань Обертингів, що були маркграфами Корсики й претендували на титул юдика Кальярі, якій отримали від імператора Генріха II.
Став одним з перших юдиків Сардинії, який запросив до своїх володінь бенедиктинців з монастиря Монте-Кассіно. Це сприяло впровадженню нових технологій обробітку землі, розширенню системи освіти. Згодом активно впроваджував григоріанські реформи у своїх землях.
Закріпився принцип новий спадкування, за яким трон отримував старший син, а не брат чи інший старший родич династії. З 1073 році здійснював активну законодавчу діяльність, врегулювавши судову діяльність, права кураторів на місцях. 1075 і 1087 року виконуючи накази Папського престолу змушував Яков, архієпископа Кальярі, залишати свою кафедру. Помер 1089 року. Йому спадкував син Костянтин Салусіо II.

## Родина
Дружина — Вера де Лакон.
Діти:
- Костантин (д/н — 1103), юдик Кальярі
- П'єтро Серджіо
- Коміта (д/н — бл. 1119)
- Гоннаріо (д/н — після 1112)
- Торбено (д/н — бл. 1130), юдик Кальярі
- П'єтро (д/н — після 1112)